# Bobartia indica
Bobartia indica är en irisväxtart som beskrevs av Carl von Linné. Bobartia indica ingår i släktet Bobartia och familjen irisväxter. Inga underarter finns listade i Catalogue of Life.

## Bildgalleri

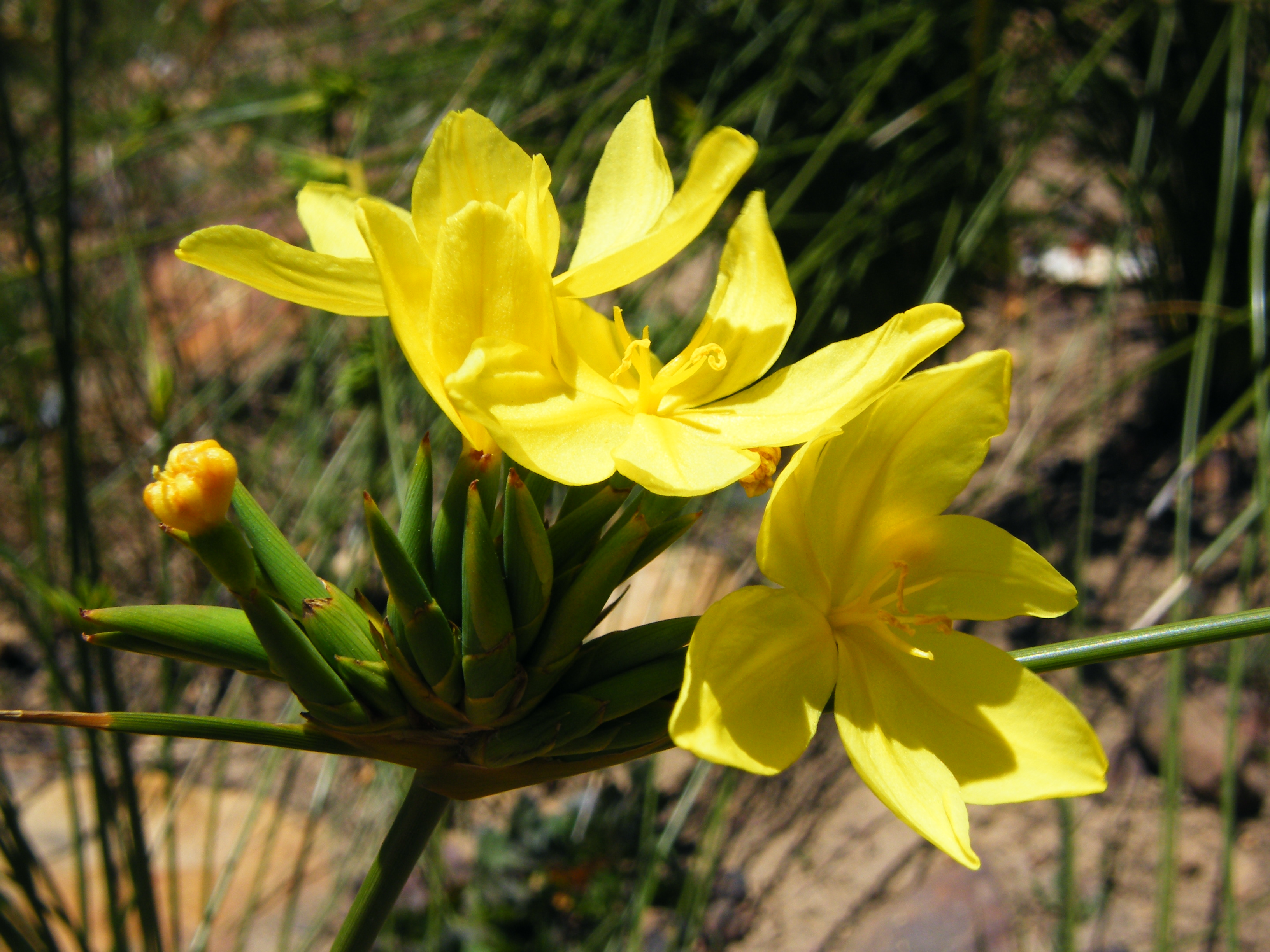
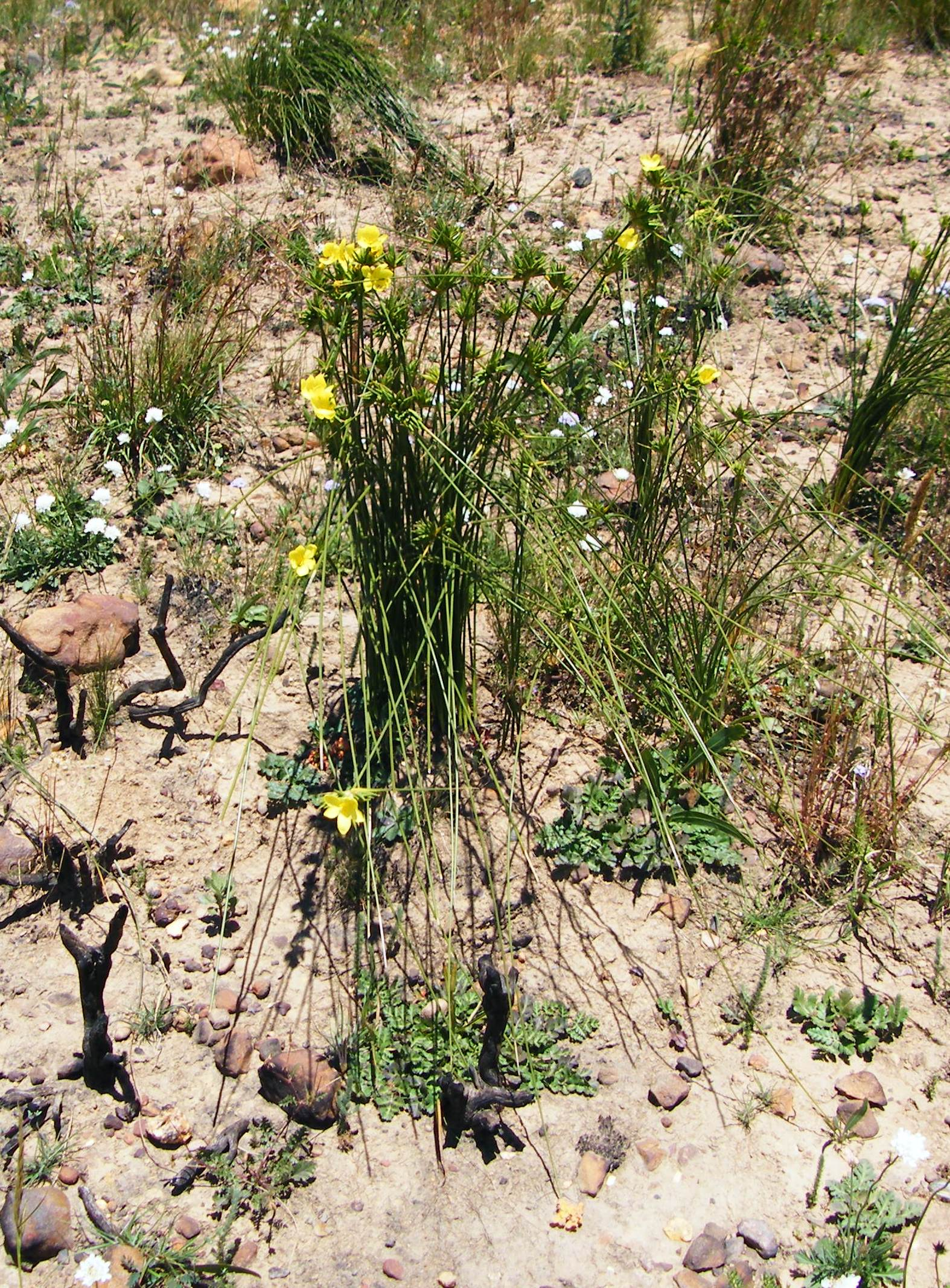
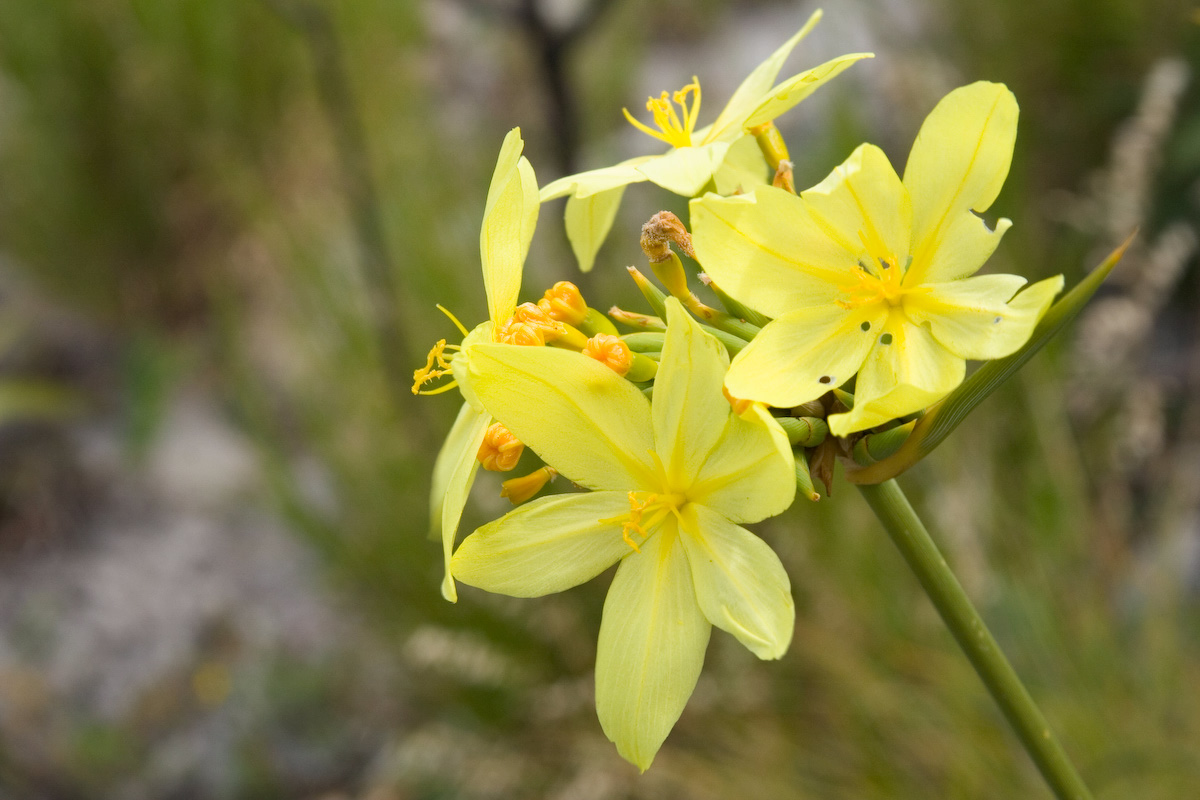